# Aneisohealdia
Aneisohealdia is een geslacht van uitgestorven kreeftachtigen uit de klasse van de Ostracoda (mosselkreeftjes).

## Soorten
- Aneisohealdia diplocerata Kristan-Tollmann, 1971 †
- Aneisohealdia labiata Kristan-Tollmann, 1971 †